# Gustaf Johan Fast
Gustaf Johan Fast, född 1718, död 15 april 1781 i Klara församling, Stockholms stad, var en svensk ornamentsbildhuggare.
Fast var huvudsakligen verksam i Stockholm där han under långa perioder arbetade med slottsbygget. För Sofia Albertinas audiensrum skar han spis och dörröverstycken som enligt Andreas Lindblom är något av det bästa i hantverksväg som finns på slottet. Han skar efter Carl Fredrik Adelcrantz ritning läktarbröstningens rika dekoration av blomfestonger och musikinstrument som monterades i Maria Magdalena kyrka 1774. Bland hans elever räknas Johannes Törnström.